# Ville impériale de Rosheim
1303–1679
(376 ans)
Entités précédentes :
- Abbaye de Hohenbourg

Entités suivantes :
- Royaume de France (province d'Alsace)

La ville impériale de Rosheim (en allemand : Reichsstadt Rosheim) est une ancienne cité-État du Saint-Empire romain entre 1303 et 1679.
Village construit en contrebas du mont Saint-Odile mentionné pour la première fois en 778, Rosheim dépend de l'abbaye de Hohenbourg puis s'affranchit progressivement de sa tutelle pour devenir une ville au Moyen Âge. Le bourg se développe sous l’autorité des Hohenstaufen qui siègent sur le trône impérial et possèdent le duché de Souabe et d'Alsace. En tant qu'avoués et protecteurs de l'abbaye, ils favorisent l'essor de Rosheim. À partir de 1232 des litiges éclatent en effet entre les habitants et leur seigneur, l'abbesse de Hohenbourg. Celle-ci est finalement contrainte en 1262 de participer au financement du mur d'enceinte dont la construction est réalisée avant 1267 et symbolise l'autonomie de la ville. En 1286 la cité est pourvue d'un sceau. Une partie des habitants choisit d'accueillir en 1298 les troupes du prince-évêque de Strasbourg, Conrad de Lichtenberg. Celui-ci s'empare de Rosheim pour apporter son soutien à Albert de Habsbourg, landgrave de Haute-Alsace, dans sa conquête du pouvoir impérial. Le ralliement de la ville est alors récompensé par le nouveau souverain. À la suite de son élection au trône du Saint-Empire, Albert Ier accorde à Rosheim le statut de « ville d'Empire » en 1303. La cité dispose ainsi de l'immédiateté impériale avec droit de siéger à la Diète d'Empire : elle n'est désormais plus un bien personnel du souverain mais un état du Saint-Empire à part entière. Elle intègre le Grand-Bailliage d'Alsace (Reichslandvogtei im Elsass) qui administre les biens impériaux de la région.
Avec les autres villes impériales de la plaine d'Alsace, Rosheim forme en 1354 une alliance connue sous le nom de Décapole qui doit garantir une assistance réciproque entre ses dix membres face aux menaces extérieures. Deux réunions de l'alliance se tiennent à Rosheim. Les institutions de la ville sont établies au milieu du XIVe siècle et approuvées par Charles IV en 1366. La cité est gouvernée par un conseil de bourgeois comptant probablement huit membres. À la tête du conseil se trouvent des bourgmestres (Bürgermeister) ou stettmestres (Stattmeister) renouvelés chaque année comme les maîtres des corporations (Zunftmeister). L'application du droit est confiée à des échevins (Scheffen) ainsi qu'à un prévôt (Schultheiss). Celui-ci rend la justice au nom du souverain du Saint-Empire. L'économie de la ville repose sur l'activité artisanale ainsi que la production et le négoce de vins d'Alsace.
Durant les XIVe et XVe siècles la région subit les conséquences de la guerre de Cent Ans. Lors des périodes de trêve, les troupes de mercenaires ne sont plus payées et pillent alors les territoires voisins du royaume de France. La Haute et la Basse-Alsace sont ravagées en 1444 par une armée d'Armagnacs, surnommés les « Écorcheurs » (Schinder) et commandés par le Dauphin Louis de France, futur Louis XI, et le maréchal Philippe de Culant. Rosheim est prise, occupée puis utilisée par les pillards comme base d'opération pour lancer leurs attaques dans les campagnes avoisinantes jusqu'à leur départ en 1445. À la même époque l'imprimerie se développe dans la région. Originaire de Rosheim, Heinrich Eggestein devient l'un des premiers imprimeurs à Strasbourg avec Johannes Mentelin vers 1460. La détérioration des conditions sociales au début du XVIe siècle et le mécontentement de la population rurale provoquent la guerre des Paysans en 1525. Rosheim est alors assiégée par une armée de rustauds conduite par Ittel Jörg, ancien prévôt de la ville. Celle-ci est épargnée grâce aux négociations menées par le rabbin Josel de Rosheim, shtadlan des Juifs du Saint-Empire (Oberster über alle Juden deutscher Nation), à la demande des autorités municipales. La Réforme protestante est introduite à la même époque par des prédicateurs mais n'est pas adoptée par les dirigeants de la cité qui restent catholiques comme la majorité des habitants. Lors de la guerre de Trente Ans la ville est pillée et occupée en 1622 par l'armée protestante conduite par Ernst von Mansfeld, avant d'accueillir en 1632 les troupes catholiques du duc de Lorraine, Charles IV, pour y rétablir l'autorité impériale. Rosheim est conquise la même année par les troupes du royaume de Suède conduites par Gutaf Horn. Les villes occupées par les Suédois sont confiées aux armées françaises qui y établissent des garnisons. Les traités de Westphalie de 1648 accordent au Roi de France des droits sur la ville impériale et ses alliées. Lors de la guerre de Hollande, les Français s'emparent de la cité et l'occupent à partir de 1674.
Le traité de Nimègue du 5 février 1679 marque la fin de l'indépendance de Rosheim qui est rattachée au territoire français. Les institutions de la ville continuent d'exister sous l'autorité du Roi jusqu'à la Révolution française et la fin de l'Ancien Régime en 1789.